# Strada provinciale 71 Cavone
La strada provinciale 71 Cavone è una strada provinciale italiana della città metropolitana di Bologna suddivisa in due tronchi: la SP 71/1 e la SP 71/2.

## Percorso
Dalla ex strada statale 324 del Passo delle Radici, presso la frazione Villaggio Europa (716 m s.l.m.) di Lizzano in Belvedere, la SP 71/1 attraversa Vidiciatico e La Ca' e raggiunge l'alta valle del Dardagna. Passa per Madonna dell'Acero (1200 m s.l.m.) e continua la salita fino alla località Cavone (1422 m s.l.m.), ai piedi del Corno alle Scale.
La SP 71/2 collega invece Vidiciatico al Valico Masera (762 m s.l.m.) e all'incrocio della ex SS 324 con la SP 82.